# 半島 (路易斯安那州)
半島（英語：Presquille）是位於美國路易斯安那州泰勒博恩堂區的一個普查規定居民點。

## 人口
根據2020年美國人口普查的數據，半島的面積為2.03平方千米，當中陸地面積為2.03平方千米，而水域面積為0.00平方千米。當地共有人口1703人，而人口密度為每平方千米838.92人。